# Zoran Mušič
Zoran Mušič (12 de febrero de 1909 - 25 de mayo de 2005)   fue un pintor esloveno. Pasó la mitad de su vida viviendo y trabajando en Venecia y París, Francia.

## Vida
Zoran Mušič nació en una familia eslovena en Bukovica, un pueblo en el valle de Vipava cerca de Gorizia, en lo que era entonces el condado austriaco de Gorizia y Gradisca (actualmente Eslovenia). El padre de Mušič fue director de la escuela local, mientras que su madre era maestra en la misma.
Ambos padres eran oriundos de la región de Goriška. Su padre era de la aldea de Šmartno en las colinas Brda, mientras que su madre nació en un pequeño pueblo cerca de Kostanjevica Lig Kanal ob Soči
Durante las batallas del Isonzo, la familia se vio obligada a huir a Arnače cerca de Velenje, donde Zoran completó sus estudios básicos. En la primavera de 1918, al final de la Primera Guerra Mundial, la familia se mudó de nuevo a Gorizia, pero fueron expulsados de nuevo en agosto de 1919 por las autoridades italianas, que habían ocupado la región. Se mudaron a Griffen en Carintia, pero fueron expulsados de nuevo por las autoridades austriacas después del Plebiscito Carinthian a finales de octubre de 1920. Finalmente se mudaron a la Estiria eslovena, entonces parte del Reino de los Serbios, Croatas y Eslovenos.
Mušič asistió a varias escuelas secundarias de Maribor hasta 1928. Visitó Viena. Entre 1930 y 1935 continuó sus estudios en la Academia de Bellas Artes de Zagreb.
Después de su graduación en 1934, viajó a muchos lugares. Pasó tres meses (1935) en España, principalmente de Madrid. Más tarde completó su servicio militar obligatorio en Bileća. Él pasó cada verano en Dalmacia aunque vivía en Maribor y Hoče. En 1940, se trasladó a Ljubljana. Durante este período (1942), pintó dos iglesias en su región natal Goriška, junto con su amigo Avgust Černigoj (Drežnica, Grahovo) y uno con Lojze Spacal. En octubre de 1943, se trasladó a Venecia y Trieste.
En noviembre de 1944, fue detenido por las fuerzas alemanas nazis y enviado al campo de concentración de Dachau, donde realizó más de 100 bocetos de la vida en el campo, algunos en circunstancias sumamente difíciles. A partir de los dibujos hechos en mayo de 1945, se las arregló para ahorrar. Después de la liberación de los estadounidenses en 1945, Mušič volvió a Ljubljana. Allí fue presionado por parte del régimen comunista recién establecido y se trasladó a Gorizia a finales de julio de 1945. En octubre de 1945 se estableció en Venecia. En septiembre de 1949 se casó con Ida Cadorin.
En 1950 ganó el premio Gualino y en 1956, por los grabados realizados en París, en el taller Lacourière, recibe el gran premio de arte gráfico en la Bienal de Venecia. En 1951 fue galardonado con el Prix de Paris, (junto con Antonio Corpora en 1951). Después de 1952 vivió principalmente en París, donde la "abstracción lírica" del informalismo francés marcó al mundo del arte. A lo largo de este período mantuvo su taller en Venecia y expuso nuevamente en la Bienal en 1960, siendo galardonado con el Premio UNESCO. La serie aclamada No somos el pasado, en la que el artista transformó el terror de sus experiencias en el campo de concentración en los documentos de la tragedia universal hecha en los 70s.
En 1981, Mušič fue nombrado Commandeur des Arts et des Lettres en París. El trabajo de Mušič ha sido galardonado en numerosas exposiciones internacionales, como la gran exposición retrospectiva en el Grand Palais de París en 1995, inaugurado por los presidentes francés y esloveno François Mitterrand y Milán Kučan.
En 1991, Mušič fue galardonado con el Premio Prešeren por su trayectoria, el máximo reconocimiento en el campo de las artes en Eslovenia.   Algunas de las obras de Mušič han aparecido en las Galerías costeras de Piran.  En la galería Zala de Ljubljana produjo 6 exposiciones (3 en Liubliana, y uno en Belgrado, Viena y Londres respectivamente). Produjo una gran retrospectiva en la Galería Moderna de Liubliana en noviembre de 2009. La Academia de Ciencias publicó una monografía, escrita por 20 autores famosos de Eslovenia, Croacia, Austria, Italia y Francia (Vizije Zorana Mušiča) en noviembre de 2012.
Murió en Venecia en 2005 a la edad de 96 años. Fue enterrado en el cementerio local de San Michele.

## Museos y galerías
Austria
- Albertina , Viena
- Essl Museum - Contemporary Art, Klosterneuburg / Vienna

Chile
- Museo de la Solidaridad Salvador Allende , Santiago de Chile
- Croacia
- Galerija Moderne umjetnosti , Zagreb
- Muzej moderne i sodobne umjetnosti , Rijeka

Francia
- Musée des Beaux -Arts de Caen
- Musée National d' Art Moderne , París
- Musée Malraux , Le Havre
- Musée de Valence, Valence

Alemania
- Museo Abteiberg , Mönchengladbach
- Museo Folkwang , Essen

Italia
- Galleria d' Arte Moderna , Bolonia
- Galleria Internazionale d' Arte Moderna Ca 'Pesaro , Venecia
- Galleria Nazionale , Roma
- GAMeC galería, Bergamo
- Provinciali Musei di Gorizia, Gorizia
- Museo Morandi , Bolonia
- Museo Revoltella , Trieste
- MAGI '900, Pieve di Cento (Bolonia)

Israel
- Yad Vashem, museo , Jerusalén

Holanda
- Stedelijk Museum, Ámsterdam

Eslovenia
- Goriški muzej Kromberk , Galerija Zorana musica, Dobrovo , Colección permanente
- Pilonova galerija , Ajdovščina
- Mestni muzej Ljubljana , Ljubljana
- Moderna galerija Ljubljana , Ljubljana
- Muzej novejše zgodovine Slovenije , Ljubljana
- Galería Nacional de Eslovenia , Ljubljana
- Umetnostna galerija Maribor , Maribor
- Belokranjski muzej , Zbirka Kambic , Metlika
- Koroška galerija likovnih umetnosti , Slovenj Gradec

España
- Museo Thyssen - Bornemisza , Madrid
- Collecio IVAM , Valencia

Suecia
- Museo , Estocolmo

Suiza
- Kunstmuseum , Basilea
- Musée Jenisch , Vevey

Reino Unido
- Estorick Collection , Londres
- Tate Modern , Londres

Estados Unidos
- Museo de Bellas Artes de San Francisco
- MIT List Visual Arts Center , Cambridge
- Museo de Arte Moderno de Nueva York
- Carnegie Institute, Pittsburgh

## Más información
- Dal Bon , Giovanna ( 2009 ) . Retrato doble : Zoran Music - Ida Barbarigo . Johan y Levi Editore . ISBN 978-88-6010-045-0 .
- Zoran KRŽIŠNIK , Tomaž BREJC , JesÃ DENEGRI , Meta GABRŠEK PROSENC , Miklavž KOMELJ , Ivana Simonović Celic , Gojko ZUPAN , Jana Intihar Ferjan , Breda ILICH Klancnik , Zoran Music , V javnih en zasebnih zbirkah v Sloveniji , Moderna galerija Ljubljana , Ljubljana, 24 . noviembre de 2009
- Nelida SILIC NEMEC , Nace sumi, Zoran KRŽIŠNIK , Galerija Zorana musica, Grad Dobrovo , Stalna Zbirka grafičnih del Zorana musica, Goriški muzej , Nova Gorica , 1991 .
- Zoran Music , Galeries nationales du Grand Palais , Catálogo , Paris , 1995 .
- Gojko ZUPAN , Zorenje Zorana Musica med 1.909 en 1935 , separata , Ljubljana, 2006 .
- Gojko ZUPAN ; Umetnik na tujem : Zoran Music - slovenski izseljenec , Mohorjev koledar , Ljubljana, 2006 . str . 177-182 .
- Gojko ZUPAN , Zoran Music , Iz slovenskih privatnih zbirk II , Grafika (1931-1984) , Ljubljana, 2008 .
- Gojko ZUPAN , la Vida y el Trabajo, Zoran Music , catálogo, Moderna galerija Ljubljana, 2009 .
- Gojko ZUPAN , Dachauske risbe Zorana musica, Zbornik za Staneta Bernika , Ljubljana, 2009 . str . 274-301 .
- Gojko ZUPAN , biografía , Videnja Zorana musica, SAZU , Ljubljana, 2012 .